# Eileen Ford
Eileen Ford, född Otte den 25 mars 1922 i Great Neck på Long Island i New York, död 9 juli 2014 i Morristown i New Jersey, var chef och grundare (tillsammans med sin man Gerard "Jerry" Ford) av Ford Models, en av de tidigaste och internationellt mest kända modellagenturerna i världen.